# Diego Rigonato Rodrigues
Diego (teljes nevén: Diego Rigonato Rodrigues) (1988. március 9.) brazil labdarúgó aki az Al-Dhafra SCC-ben játszik.
Diego 1996-ban, 8 évesen kezdett el futballozni, a Rio Branco FC-ben. Később megfordult az Uniao Barbarense együttesében is, mielőtt a világhírű Sao Paulo szerződtette (ebben a klubban nevelkedett a brazil válogatottságig jutó Kaká, França vagy Denílson, és még szerepelt itt több válogatott játékos is: Belletti, Rafinha, Serginho, Júnior Baiano, Marcelinho, Juninho Paulista).
Diego azonban nem tudta magát felverekedni a felnőtt gárdába, ezért távozott, s a szintén Sao Paulo állambeli Inter Club Korea csapatába igazolt, majd az Itararé felnőtt alakulatában szerepelt. Teljesítményére felfigyelt több menedzser is, ezért elküldték DVD az anyagát európai kluboknak, mely alapján meghívta próbajátékra a Honvéd. Diegót a 2006-2007-es idény őszi szezonja közben igazolta le a kispesti klub, de csak novemberre érkezett meg a játékengedélye. A hátralévő pár fordulóban alapembere volt a csapatnak, 1 gólt is lőtt. A téli nagy erősítéseknek köszönhetően egy időre kiszorult a csapatból, ám mára alapemberré vált a kispesti klubnál.

## Sikerei, díjai
Budapest Honvéd FC:
- Magyar kupagyőztes: 2008-09
- Magyar kupadöntős: 2007-08
- Magyar szuperkupadöntős: 2007, 2009

## Fordítás
- Ez a szócikk részben vagy egészben  a   Diego Rigonato Rodrigues című angol Wikipédia-szócikk fordításán alapul.  Az eredeti cikk szerkesztőit annak laptörténete sorolja fel. Ez a jelzés csupán a megfogalmazás eredetét és a szerzői jogokat jelzi, nem szolgál a cikkben szereplő információk forrásmegjelöléseként.